# Тавасиевы
Таваси́евы (осет. Тауаситæ, Тауастæ) — дигорская фамилия.

## Антропонимика
Из тюркского тау ‘гора’ + ас ‘осетин, балкарец’ — буквально ‘гора асов; горные асы’.
По другой версии, происходит от венгерского слова (венг. tavasz) — весна.

## Происхождение
Согласно самомому популярному преданию, фамилия происходит из клана Астановых. Предок фамилии Тауас был одним из восьмерых сыновей Астана. Он переселился из Махческа в соседнее село Фаснал. Здесь как считается и образовалась фамилия Тавасиевых. Позже представители фамилии стали переселяться на равнину, те которые придерживались ислама пришли в селение Чикола (Магометановское), а христиане в Дигора (Христиановское).

## Генеалогия
Родственными фамилиями (осет. æрвадæлтæ) Тавасиевых являются — Гависовы, Налоевы, Оказовы, Скодтаевы, Тепсикоевы, Цакоевы, Цебоевы, Цоковы.
Генетическая генеалогия
G2a
278671, SI12602 — Tavasiev — G2a1a1a1a2 (DYS505=9, YCAII=19,21, DYS391=11, DYS392=12)
OSE-546 — Тавасиев — G2-P18
J2a
155891 — Tavasiev — J2a* (DYS438=7, DYS459=8,10, Y16464+, Y16463+, Y16576+)
Тавасаев, Тавасиев — J2-M172 (xM12,M47,M67)
R1b
Тавасиев — R1b-Z2110 (xGG402)

## Известные представители
- Ахсар Мухаевич Тавасиев — доктор экономических наук с 1990 г., профессор с 1992 г. Автор подготовленного в 1992–1993 гг. первоначального варианта проекта Закона «О банках и банковской деятельности», принятого в 1996 г. в качестве Федерального закона и действующего до сих пор.
- Владимир Хасанович Тавасиев — доцент кафедры экологии и природопользования СОГУ, кандидат исторических наук.
- Инал Витальевич Тавасиев (1989) — российский волейболист, чемпион России.
- Руслан Андреевич Тавасиев — Заслуженный спасатель Российской Федерации. В 1992–2003 годах возглавлял Северо-Осетинскую республиканскую поисково-спасательную службу.
- Эльбрус Хаджиратович Тавасиев — генеральный директор АО «Радуга»

Искусство
- Ростан Ростанович Тавасиев (1976) — известный российский художник.
- Сосланбек Дафаевич Тавасиев (1894—1974) — выдающийся художник-скульптор, лауреат Госпремии СССР.
- Станислав Тавасович Тавасиев (1959—2014) — советский и российский скульптор, заслуженный художник Российской Федерации.